# Judith de Bavière (797-843)
Pour les articles homonymes, voir Judith de Bavière et Judith.
Judith de Bavière, née vers 797-805 et morte le 19 avril 843, est impératrice de l'Empire carolingien de 819 à 840, seconde épouse de l'empereur Louis Ier le Pieux et mère du roi Charles II le Chauve.

## Biographie
Judith est la fille d'un comte bavarois, Welf Ier, ancêtre éponyme de la dynastie des Welf, et de son épouse Heilwige (Helvide), d'origine saxonne, fille d'un comte en Thurgau et ultérieurement abbesse de Chelles. Son frère, le comte Conrad, épousa Adélaïde, fille du comte Hugues III de Tours. Sa sœur cadette Emma de Bavière est mariée au roi carolingien Louis II le Germanique.
En février 819, Judith est mariée à l'empereur Louis le Pieux, veuf d'Ermengarde de Hesbaye. La cérémonie se déroule avec faste à Aix-la-Chapelle, capitale de l'Empire. La mariée est une jeune fille âgée de 22 ans, choisie d'une part pour sa beauté, décrite comme exceptionnelle, ainsi que ses talents musicaux, mais également pour les avantages géographiques et politiques offerts par une alliance avec cette famille émergente et pourtant déjà puissante. Elle reçoit comme dot le monastère Saint-Sauveur près de Brescia. Son époux est âgé de 41 ans et a trois fils de son premier mariage qui ont le même âge que leur jeune belle-mère. Deux enfants naissent :
- Gisèle, entre 819 et 822 ;
- Charles, en 823.

Souveraine très appréciée au début, adorée par les poètes Raban Maur et Walafrid Strabon, Judith a exercé une forte influence sur la politique de Louis. Jeune épouse d'un vieil empereur, toutefois, elle s'abandonne de plus en plus à une vie frivole voire licencieuse tandis que les trois fils issus du premier mariage de l'empereur se demandent avec circonspection quel avenir leur père réserve à leur demi-frère. 
Selon la tradition de l'époque, l'empereur avait prévu qu'à sa mort l'Empire serait partagé entre ses héritiers mâles et en 817 a défini la dévolution de ce partage entre ses trois fils : Lothaire, l'aîné, héritera de la partie médiane avec la résidence Aix-la-Chapelle et le titre impérial, Pépin se voit promettre la partie occidentale et Louis II doit recevoir la partie orientale (ce dernier épousera en 827 Emma de Bavière, la sœur de Judith). La naissance de Charles remet ce partage en question et Judith, fière de son sang et de son rang d'impératrice, incite imprudemment l'empereur à redéfinir les règles de sa succession et à donner une couronne royale à leur fils.
En 826, Judith et l'empereur participent au baptême catholique de Harald roi du Danemark et de sa femme, et Judith devient la marraine de cette dernière,,.
En 829, l'empereur jette les bases d'un nouveau partage en offrant l'Alémanie à Charles. Mais Lothaire et ses frères, soutenus par l'évêque Frédéric d'Utrecht qui reproche à l'impératrice une vie dissolue et doute peut-être de la légitimité de Charles, refusent d'y souscrire. Les fils se rendent à Compiègne, forcent la reine à prendre le voile, font tondre Conrad et Rodolphe, ses frères, et les envoient en Aquitaine à Pépin, qui fut chargé de les garder. Les fils rebelles sont cependant vaincus.
Toutefois, la rivalité entre Judith et ses beaux-fils provoque une nouvelle crise en 833 : Louis le Pieux est déposé par ses fils. Lothaire s'empare du pouvoir souverain ; une nouvelle répartition du territoire écarte les prétentions de Charles. Judith est exilée dans un couvent à Tortone en Italie, loin d'Aix-la-Chapelle. 
Elle en revient dès avril 834, après la fuite de Lothaire et la restauration de Louis le Pieux. Son beau-fils Pépin d'Aquitaine meurt en 838. L'évêque Frédéric est assassiné la même année, peut-être sur ses ordres (il sera canonisé).
Après la mort de Louis le Pieux le 20 juin 840, l'impératrice assiste aux guerres entre Lothaire, d'une part, Louis et Charles, d'autre part. Elle meurt le 19 avril 843 d'une tuberculose, peu de temps avant le traité de Verdun qui fait de Charles le roi de Francie occidentale, mais divise définitivement l'empire carolingien.